# Vanessa Hessler
Vanessa Hessler (Roma, 21 de enero de 1988) es una actriz y modelo italiana, que ha aparecido en diversas publicaciones de Italia, Alemania y Francia.

## Primeros años
Hessler nació en Roma (Italia), de padre estadounidense y madre italiana. Vivió en Roma hasta los 8 años y se mudó a Washington D. C.. En 2002 regresó a Italia. Habla italiano, inglés y francés.

## Carrera

### Como modelo

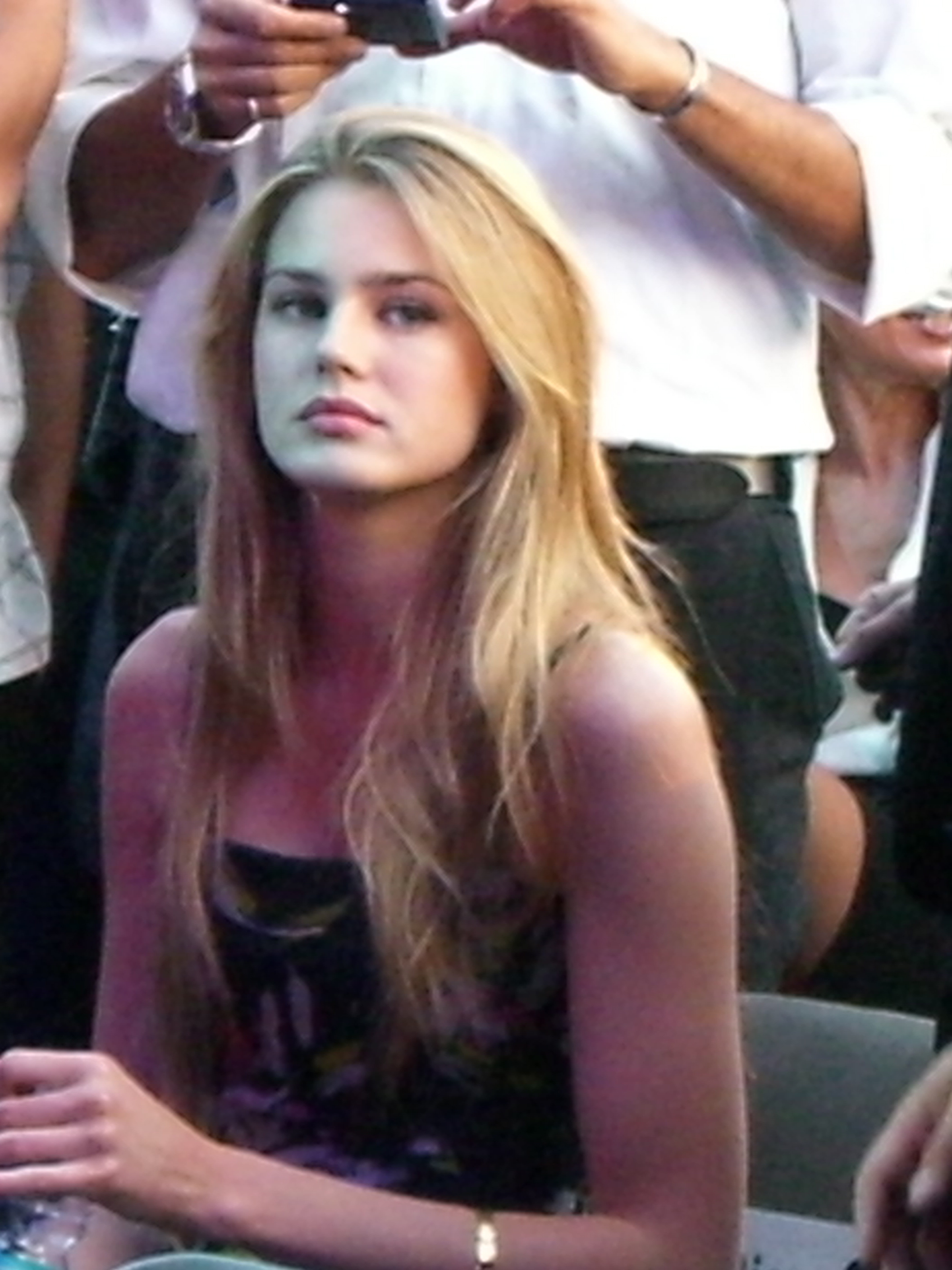
Hessler En 2008

Hessler Trabajó para los programas de televisión Donna sotto le stelle y Notte Mediterranea. En 2004, fue escogida para una campaña publicitaria de Korff y desfiló en Alta Roma Alta Moda, la semana de moda de Roma.

### Relación con Gadafi
Hessler era la cara de la marca de ADSL "Alice" (un servicio de Europa de Telefónica) en Alemania y Francia hasta octubre de 2011. Europa de Telefónica decidió rescindir su contrato debido a su relación y apoyo público al dictador Gadafi. Hessler fue novia de Mutassim Gadafi, uno de los hijos de Muamar el Gadafi, muerto por los rebeldes libios. Hessler declaró a contracorriente que Occidente se había equivocado al financiar a los rebeldes.

### Como actriz
Hessler debutó en 2005 con Navidad en Miami, junto con Cristiano De Sica, y luego fue la princesa griega, Irina, en el filme de 2008 Asterix en los Juegos Olimpicos junto a Clovis Cornillac y Gérard Depardieu. También ha hecho dos comedias románticas: Por una notte d'amore y una nueva versión de la cenicienta titulada Cenerentola. En 2012 también protagoniza una versión de "Las mil y una noches" con el papel de la princesa Serhezade.